# Pittsboro (Carolina do Norte)
Pittsboro é uma cidade  localizada no estado norte-americano de Carolina do Norte, no Condado de Chatham.

## Demografia
Segundo o censo norte-americano de 2000, a sua população era de 2226 habitantes.
Em 2006, foi estimada uma população de 2501, um aumento de 275 (12.4%).

## Geografia
De acordo com o United States Census Bureau tem uma área de
8,8 km², dos quais 8,7 km² cobertos por terra e 0,1 km² cobertos por água. Pittsboro localiza-se a aproximadamente 120 m acima do nível do mar.

## Localidades na vizinhança
O diagrama seguinte representa as localidades num raio de 28 km ao redor de Pittsboro.